# 阿古斯丁·埃萨吉雷
阿古斯丁·埃萨吉雷（西班牙語：Agustín Eizaguirre，1897年10月7日—1961年11月28日），西班牙男子足球运动员，司职守门员。他曾入选1920年夏季奥林匹克运动会西班牙男子足球队，但并未上场参赛。